# Barren (wyspa)
Barren Island (Jałowa Wyspa) – leży na Morzu Andamańskim, jest jedną z najbardziej wysuniętych na wschód Wysp Andamańskich. Jest to jedyny potwierdzony czynny wulkan w południowej Azji. Wyspa wraz z resztą Andamanów jest częścią indyjskiego terytorium Andamanów i Nikobarów i leży około 135 km na północny wschód od stolicy terytorium Port Blair. Pierwsze zarejestrowane erupcje wulkanu datowane są na rok 1787. Od tego czasu wulkan wybuchał ponad sześć razy, ostatnio 2 maja 2006.
Po roku 1787 kolejne erupcje zarejestrowane były w latach 1789, 1795, 1803–1804 i 1852. Potem nastąpiły prawie dwa stulecia stanu uśpienia, aż do roku 1991. Erupcja trwała sześć miesięcy i spowodowała znaczne szkody. Kolejna erupcja miała miejsce na przełomie lat 1994–1995 oraz ostatnia w roku 2005, uważana jednak za ciągłość z erupcją z roku 2004, po trzęsieniu ziemi na Oceanie Indyjskim.

## Położenie
Wyspa wulkaniczna znajduje się w środku pasa wulkanicznego, na skraju płyt tektonicznych indyjskiej i birmańskiej. W tej strefie, na morzu i ziemi, znajdują się inne wygasłe wulkany oraz wulkan Narcondam, którego aktywność jest zarejestrowana. Szczyt wulkanu (stratowulkan) wznosi się na wysokość 354 metrów, ale większość wulkanu pozostaje pod wodą (podstawa znajduje się na dnie morskim 2250 metrów poniżej powierzchni). Wyspa ma 3 km długości i całkowitą powierzchnię 10 km², krater wulkanu ma 2 km szerokości.
Jak wskazuje nazwa wyspy, jest to jałowy obszar, niezamieszkany przez ludzi, jednak żyje tam mała populacja kóz. Są też ptaki, nietoperze rodzaju Pteropus i kilka gatunków gryzoni, m.in. szczury.